# Le Poing mortel du dragon
Pour plus de détails, voir Fiche technique et Distribution.
Le Poing mortel du dragon (洪文定三破白蓮教, Hung wen tin san po pai lien chiao) est un film hongkongais réalisé par Lo Lieh, sorti en 1980. Le film fait suite à Les Exécuteurs de Shaolin (Hong Xi Guan), réalisé par Liu Chia-liang en 1977 et Le Combat mortel de Shaolin (Shao Lin ying xiong bang), réalisé par Ho Meng-Hwa en 1979.

## Synopsis
À la suite de la mort de son frère Pai Mei, Lotus Blanc cherche vengeance avec une seule idée en tête : tuer les assassins de son frère. Une nuit, il décide de leur rendre une visite surprise et assassine un des deux. Mais le survivant de cette nuit, va se retirer du monde et, avec l'aide de la veuve du défunt, va perfectionner sa technique pour prendre sa revanche...

## Fiche technique
- Titre français : Le Poing mortel du dragon
- Titre international : Clan of the White Lotus
- Titre original : Hung wen tin san po pai lien chiao (洪文定三破白蓮教)
- Réalisation : Lo Lieh
- Scénario : Tien Huang
- Musique : Eddie Wang
- Photographie : Chih Chun Ao
- Montage : Chiang Hsing-Lung et Yen Hai Li
- Production : Mona Fong et Run Run Shaw
- Société de production : Shaw Brothers
- Pays d'origine : Hong Kong
- Format : Couleurs - 2,35:1 Shawscope - Mono - 35 mm
- Genre : Kung-fu, drame
- Durée : 95 minutes
- Date de sortie :

 Hong Kong : 1er janvier 1980
 France : 23 février 1983

## Distribution
- Lo Lieh : Maître Lotus Blanc
- Gordon Liu : Man Ting Hung
- Kara Hui : Mei Ah
- Fai Wong Lam : Wu Nai Shing
- Johnny Wang : Ko Chun Chung
- Yeung Ching-Ching : Siu Ching
- King Chu Lee : Wu Ah Biu
- Hsiao Ho : La fine lame de Lotus Blanc
- Wilson Tong : Maître Pai Mei